# Бобиньи (Кот-д’Ор)
Бобиньи́ (фр. Baubigny) — коммуна во Франции, находится в регионе Бургундия. Департамент коммуны — Кот-д’Ор. Входит в состав кантона Ноле. Округ коммуны — Бон.
Код INSEE коммуны — 21050. Население коммуны на 2006 год составляло 266 человек.